# Сезик Яків Іванович
Я́ків Іва́нович Сезик — капітан підрозділу Національної гвардії України, 15-й окремий Слов'янський полк, учасник російсько-української війни, який загинув у ході російського вторгнення в Україну.

## Життєпис
Народився 6 серпня 1985 року в смт Талалаївці Талалаївського району (з 2020 року Прилуцького району) на Чернігівщині.
Відразу після закінчення загальноосвітньої школи був призваний на військову службу до Збройних Сил України. Мав вищу військову освіту та бойовий досвід у війні на сході України, учасник АТО. В жовтні 2021 займав посаду командира патрульної роти батальону 15-му окремому полку НГУ.
Загинув 12 квітня 2022 року в боях з російськими окупантами в м. Рубіжному Луганської області. 15 квітня 2022 року воїна поховали у рідній Талалаївці Прилуцького району.

## Родина
Вдовою залишилася дружина, а сиротою — донька.

## Нагороди
- орден «За мужність» III ступеня (2022, посмертно) — за особисту мужність і самовіддані дії, виявлені у захисті державного суверенітету та територіальної цілісності України, вірність військовій присязі[3].